# Господарський суд Житомирської області
Господарський суд Житомирської області — місцевий спеціалізований господарський суд першої інстанції, розташований у місті Житомирі, юрисдикція якого поширюється на Житомирську область.

## Компетенція
Місцевий господарський суд керуються при здійсненні судочинства Господарським процесуальним кодексом України. Він розглядає господарські справи, тобто ті, що виникають у зв'язку із здійсненням господарської діяльності юридичними особами та фізичними особами-підприємцями. Це, зокрема, справи про стягнення заборгованості за договорами, про чинність договорів, про відшкодування шкоди, про банкрутство, про захист права власності, корпоративні спори та ін.
Господарський суд розглядає справу, як правило, за місцезнаходженням відповідача, тобто якщо офіційна адреса відповідача зареєстрована на території юрисдикції цього суду.

## Структура
В суді здійснюють правосуддя 16 суддів. Серед них 12 розглядають спори між господарюючими суб'єктами та з інших підстав (загальна спеціалізація); решта — розглядають справи про банкрутство.
Безпосереднє керівництво апаратом суду здійснює керівник апарату, який забезпечує організацію роботи структурних підрозділів суду, працівників апарату суду, їх взаємодію у виконанні завдань, покладених на апарат суду та несе персональну відповідальність за належне організаційне забезпечення суду, суддів та судового процесу, функціонування автоматизованої системи документообігу суду. Заступник керівника апарату здійснює керівництво діяльністю апарату суду в межах повноважень наданих керівником апарату суду.
Апарат суду сформований із семи відділів:
- по роботі з персоналом суду;
- планово-фінансової діяльності та бухгалтерського обліку;
- аналітичної роботи та судової статистики;
- організації судового процесу та служби судових розпорядників;
- загальний відділ (канцелярія);
- інформаційного забезпечення судового процесу;
- матеріально-технічного та господарського забезпечення.

Також у складі відділу аналітичної роботи та судової статистики діє бібліотека, а у складі загального відділу (канцелярії) — архів.
Керівництво діяльністю кожного з відділів забезпечує начальник відділу, який несе персональну відповідальність за виконання завдань, покладених на цей відділ.
Крім того, в апараті суду утворено патронатну службу, до якої відносяться посади помічників суддів.

## Керівництво
Голова суду — Давидюк Валерій Кіндратович
 Заступник голови суду  — Костриця Олег Олександрович
 Керівник апарату — Дєдух Олена Мартиянівна.

## Реорганізація
27 червня 2018 року на виконання Указу Президента України «Про ліквідацію місцевих господарських судів та утворення окружних господарських судів» № 453/2017 від 29.12.2017 р. Житомирський окружний господарський суд зареєстровано як юридичну особу. Новоутворена судова установа почне свою роботу з дня, визначеного в окремому повідомленні.